# Yevdokia Nosal
Yevdokiya Ivanova Nosal (en ruso: Евдокия Ивановна Носаль , ucraniano : Євдокія Іванівна Носаль ) fue una subteniente y comandante de escuadrón adjunto en el 588.º Regimiento de Bombardeo Nocturno durante la II Guerra Mundial. Por su servicio en el ejército, recibió póstumamente el título de Héroe de la Unión Soviética el 24 de mayo de 1943 por "el cumplimiento ejemplar de las misiones comandadas y la demostración de coraje y heroísmo en las batallas contra los invasores fascistas alemanes". Ella fue la primera mujer piloto galardonada con el título durante la Segunda Guerra Mundial.

## Vida civil
Nosal nació el 13 de marzo de 1918 en el seno de una familia campesina ucraniana en la aldea de Burchak, en la República Popular de Ucrania, que reside en la actual Ucrania. Trabajó como maestra en Nicolaiev antes de graduarse en 1940 en el club de aviación de Jersón. Después de graduarse de la escuela de vuelo, trabajó como instructora de vuelo en Nicolaiev hasta unirse al ejército en 1941.

## Carrera militar
Nosal se unió al ejército en 1941 después del inicio de la Gran Guerra Patriótica y fue enviado al frente sur en mayo de 1942 después de completar su entrenamiento en la Escuela de Aviación Militar Engels. Recibió la Orden de la Estrella Roja el 9 de septiembre de 1942; después de realizar 215 salidas de combate y lanzar 31,276 kg de bombas en el Eje, el 31 de diciembre de 1942 se le otorgó la Orden de la Bandera Roja.
Después de despegar en la mitad de la noche el 22 de abril de 1943 y bombardear un objetivo, el Polikarpov Po-2 que Nosal piloteaba era seguido de un Messerschmitt Bf 110 alemán y fue atacado por fuertes bombardeos antiaéreos. Un explosivo entró en la cabina del Po-2 y la metralla golpeó a Nosal en la sien, matándola instantáneamente. Su navegante Glafira Kashirina logró tomar los controles y aterrizar el avión de manera segura en el aeródromo de destino. Nosal murió en su 354.ª salida, en la madrugada del 23 de abril de 1943; ella tenía 25 años.